# Nicolas Canuel
Pour les articles homonymes, voir Canuel.
Nicolas Canuel est un acteur québécois et copropriétaire du Miss Villeray et du Pourvoyeur à Montréal. 

## Biographie
Né en mai 1966, fils des comédiens Yvan Canuel et Lucille Papineau et frère du réalisateur Érik Canuel.

## Filmographie

### Cinéma
- 2003 : Sur le seuil : père Pivot
- 2003 : Nez rouge : Bill (chef des truands)
- 2004 : Le Dernier Tunnel : Vincent Savard
- 2004 : Elvis Gratton XXX : La Vengeance d'Elvis Wong : Dr Ballard
- 2005 : La Vie avec mon père : huissier
- 2005 : Le Survenant : Beau-Blanc De-Froi
- 2006 : La Rage de l'ange : « Deux faces »
- 2006 : Bon Cop, Bad Cop : animateur de radio
- 2007 : Ma fille, mon ange : Luc Barbeau
- 2007 : Bluff : Chuck
- 2010 : Y'en aura pas de facile : Chuck
- 2011 : La Run : Rivière
- 2013 : La Maison du pêcheur : Albert Anctil
- 2016 : 9, le film, sketch Halte routière d'Érik Canuel : Martin, camionneur
- 2017 : Junior majeur d'Éric Tessier : Louis Drouin

### Télévision
- 1990 : Watatatow (saison 8) : Antoine Côté
- 1992 : Montréal ville ouverte : jeune vicaire
- 1995 : 4 et demi... : Dr Paul Blouin
- 2003 : Les Aventures tumultueuses de Jack Carter : dealer
- 2004 : Temps dur : Éric St-Amand
- 2005 : Les Ex : François
- 2005 : Au nom de la loi : Raynald Jetté
- 2006 : Le 7e Round : Christian Henault
- 2008 : Les Lavigueur, la vraie histoire : Gamache
- 2020 : Fugueuse, la suite : Jérôme Montagne

## Anecdotes
Au début des années 1990, il participe à la série télévisée Bibi et Geneviève.

## Discographie
Canuel, Disques Star, 2000. Paroles et musique Nicolas Canuel.